# Saint-Martin-du-Fouilloux (Nuova Aquitania)
Saint-Martin-du-Fouilloux è un comune francese di 224 abitanti situato nel dipartimento delle Deux-Sèvres nella regione della Nuova Aquitania.

## Società

### Evoluzione demografica
Abitanti censiti